# Los York's 67
Los York's 67 o simplemente 67' es el primer disco del grupo peruano Los York's.
La banda decide grabar por fin su primer álbum en formato LP con el sello de MAG y reeditado por la disquera Munster Records.

## Canciones
1. Pronto un doctor
2. Vete al Infierno
3. Rogarás
4. La carta
5. Esperando
6. Enamorada de un amigo
7. Abrázame
8. No puedo amar
9. Cielo (Sunny)
10. Muy fácil
11. Hunky Panki

## Personal
- Pablo Luna (voz).
- Enrique Quique Palacios (voz).
- Jesús Vílchez (guitarra eléctrica).
- Hugo Rivera (bajo, coros).
- Walter Paz (guitarra eléctrica).
- Pacho Aguilar (batería).